# Великие Бубны
Великие Бубны (укр. Великі Бубни) — село, Роменская городская община, Роменский район, Сумская область, Украина.
Код КОАТУУ — 5924183201. Население по переписи 2021 года составляло 1064 человек.

## Географическое положение
Село Великие Бубны находится в 2-х км от правого берега реки Ромен. На расстоянии до 1 км расположены сёла Посад, Мокиевка и Заезд. По селу протекают приток Ромна, а на западной окраине пересыхающий ручей с запрудой — начало реки Олава.
Рядом проходит железная дорога, ближайшая станция Рогинцы в 4-х км.

## История
- Село Великие Бубны известно с конца XVIII века.

Входило в состав имения князей Глинских, родоначальник которых, татарский князь Лекса, в крещении Александр, пришёл служить к Витовту в конце XIV века. Впоследствии имение перешло к князьям Вишневецким.
Между Великими и Малыми Бубнами находился зверинец, с поселениями для охотников княжеских, которые во время охоты в лесах били в бубны (бубонили), выгоняя зверей при облавах, что, по всей видимости, и дало название этим сёлам.
В ХІХ столетии село Великие Бубны было волостным центром Велико-Бубновской волости Роменского уезда Киевской губернии. В селе была Благовещенская церковь. Священнослужители Благовещенской церкви:
- 1759-1768 — священник Павел Якимович Свет
- 1769 -1774 — священник Пётр Павлович Свет
- 1774 - священник Степан Петрович Варавский (Баравский), ранее дьячок с. Ярмолинцы
- 1780 — священник Павел, иерей с. Ярмолинцы
- 1781-1782 — священник Фома Ефилуев, с. Салогубовка; дьячок Яков Павлович Свет
- 1783-1818 — священник Яков Павлович Свет

В 1923 году образован Великобубновский район Черниговской области с центром в селе Великие Бубны. В 1933 году Великобубновский район преобразован в Талалаевский район. И в 1939 году село Великие Бубны передано в новообразованную Сумскую область.

## Экономика
- Свино-товарная ферма.
- Агрофирма «Лан», ООО.
- Цех добычи нефти и газа № 3 управления «Охтирканафтогаз».

## Объекты социальной сферы
- Школа.
- Дом культуры.